# هایلند بیچ (فلوریدا)
هایلند بیچ (به انگلیسی: Highland Beach) شهرکی در شهرستان پام بیچ ایالت فلوریدا است که در سال ۱۹۴۹ بنیان‌گذاری شده‌است. این شهرک طبق سرشماری سال ۲۰۱۰ میلادی، ۳٬۹۸۸ نفر جمعیت داشته و مساحت آن نیز ۲٫۹ کیلومتر مربع است.